# Tunnel van Soumagne
De tunnel van Soumagne is een spoortunnel voor de Belgische hogesnelheidslijn HSL 3. De tunnel ligt in de provincie Luik.  
De westelijke tunnelingang bevindt zich op 90 meter boven zeespiegel in Vaux-sous-Chèvremont, een deelgemeente van Chaudfontaine, de oostelijke tunnelingang op 210 meter boven zeespiegel in Ayeneux, deelgemeente van Soumagne. De tunnel doorkruist ook de gemeenten Fléron en Olne. De tunnel is in totaal 6505 meter lang en was daarmee tot december 2014 en de opening van de Antigoontunnel de langste spoortunnel in België. Het eigenlijke boorwerk, dat gedaan werd door een punt-boorkop, loopt over 5940 meter en wordt verlengd door overdekte gedeelten van respectievelijk 177 en 388 meter. Bij het boren moesten tientallen verschillende geologische lagen doorboord worden, van verschillende hardheid, waarbij er bepaalde kalklagen met dynamiet moesten bewerkt worden. Deze tunnel, die op sommige punten een diepte van 127 meter bereikt, moet een gemiddelde helling van 17 promille overwinnen, met een maximum van 20 promille bij de uitgang te Soumagne.
Het profiel van vrije ruimte in de tunnel bedraagt ongeveer 69 m², op een totale uitgraving van 110 m², en beperkt aldus de snelheid ondergronds tot 200 km/h.
De werken voor het graven van de tunnel werden aangevangen op 14 mei 2001. De tunnel werd in augustus 2005 ter beschikking gesteld van de NMBS en TUC Rail (de firma die de hogesnelheidslijn aanlegt) en werd vervolgens afgewerkt tegen eind 2006. De ingebruikname vond plaats op 14 juni 2009 voor de InterCityExpress-verbindingen en op 13 december 2009 voor de Thalys.